# Juytucancha
Juytucancha es un despoblado peruano ubicado en el distrito de Huancapón, perteneciente a la provincia de Cajatambo del departamento de Lima, al centro oeste del Perú. 

## Ubicación
Juytucancha se ubica al sur de la provincia de Cajatambo, en el distrito de Huancapón, en el departamento de Lima.

## Demografía
En 1993 Juytucancha tenía una población de 4 habitantes, mientras que en 2017 no tuvo a ningún habitante empadronado.
| Gráfica de evolución demográfica de Juytucancha entre 1993 y 2017 |
|                                                                   |
| Fuentes: Población 1993 (Juitucancha) y 2017                      |